# 야시로촌 (야마구치현 오시마군)
야시로촌(屋代村)은 야마구치현 오시마군에 설치되었던 촌이다. 현재의 스오오시마정에 해당한다.

## 역사
- 촌의 유래는 오타만네 신사에서 비릇되었다는 설이 있다.
- 나라 시대에는 이미 야요이의 지명이 있었고, 그 산염에 붙인 목간(木簡)에 그 이름이 남아있다.
- 1889년 4월 1일 - 정촌제 시행에 의해 히가시야시로촌, 니시야시로촌의 구역을 가지고 성립하였다.
- 1952년 9월 15일 - 고마쓰정과 합병해 오시마정이 성립, 동일 야시로촌은 폐지되었다.

## 참고문헌
- 角川日本地名大辞典 35 山口県